# 23405 Nisyros
23405 Nisyros è un asteroide della fascia principale. Scoperto nel 1973, presenta un'orbita caratterizzata da un semiasse maggiore pari a 3,9593976 UA e da un'eccentricità di 0,1310652, inclinata di 5,21560° rispetto all'eclittica.